# Epactoides basilewskyi
Epactoides basilewskyi là một loài bọ cánh cứng trong họ Bọ hung (Scarabaeidae).